# Áo tứ thân

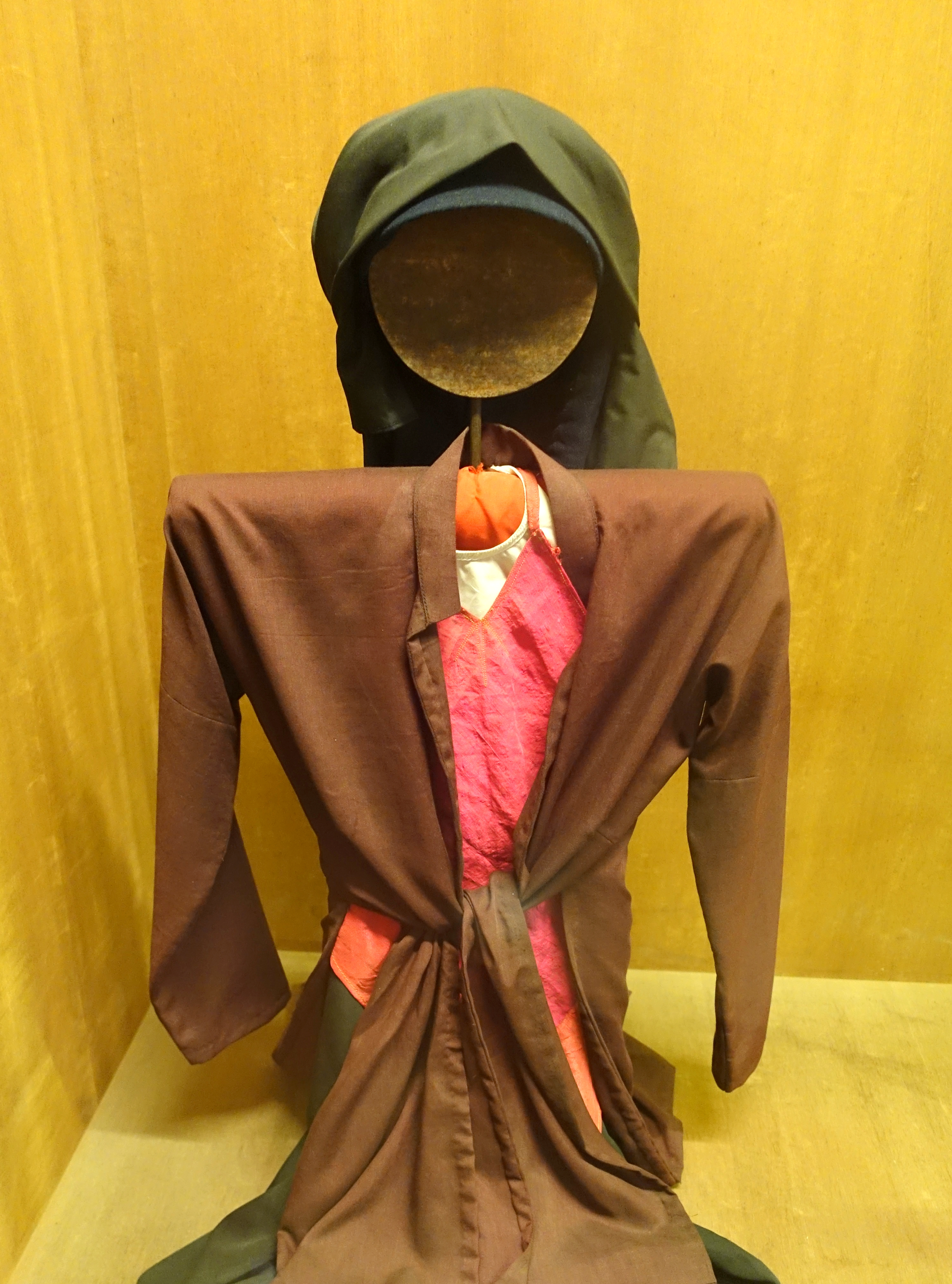
Áo tứ thân su un manichino nel Vietnam Museum of Ethnology ad Hanoi, Vietnam

L'Áo tứ thân è un vestito tradizionale vietnamita, composto da quattro parti.

## Storia
L'Áo tứ thân può essere considerata una delle testimonianze più antiche della cultura vietnamita, essendo stato indossato dalle donne dal dodicesimo al ventesimo secolo. Fu sviluppato dopo l'introduzione del tradizionale hanfu cinese.
Dopo che in Vietnam si cominciarono a distinguere culture diverse a seconda della regione, l'ào tứ thân gradualmente cominciò ad essere associato alla zona settentrionale del Vietnam.

## Il vestito
Áo tứ thân era il vestito delle donne del popolo, il che spiega il motivo per cui era realizzato in tessuti poveri e con colori scuri, ad eccezione dei modelli indossati in occasioni particolari come matrimoni e celebrazioni. I moderni Áo tứ thân sono invece realizzati in colori molto vivaci.
Sostanzialmente il tradizionale ào tứ thân consisteva di quattro pezzi:
- Una lunga tunica aperta sul davanti, come una giacca. All'altezza della vita, la tunica si divide in quattro lembi: due lembi dietro cuciti insieme, e due davanti, lasciati appesi o annodati fra loro.
- Una gonna lunga indossata sotto la tunica.
- Il tradizionale yếm, un corpetto indossato sotto la tunica.
- Una fascia di seta, legata in vita come una cintura.

Il vestito, come viene concepito al giorno d'oggi (quasi esclusivamente durante festeggiamenti tradizionali nel nord del Vietnam), tende ad essere estremamente colorato, con tonalità di colore diverse su ognuno dei quattro capi.